# Mariam al-Mansuri
Mariam al-Mansuri (arabisch مريم المنصوري, DMG Maryam al-Manṣūrī; * 1979 in Abu Dhabi) ist die erste Kampfpilotin der Luftstreitkräfte der Vereinigten Arabischen Emirate.

## Leben
Mariam al-Mansouri hat sieben Geschwister und hat ursprünglich englische Literatur studiert. Da Frauen in den Emiraten die Tätigkeit einer Kampfpilotin nicht erlaubt war, versah al-Mansouri ihren Dienst im Generalkommando der emiratischen Streitkräfte, bis sie an der Akademie der Luftwaffe (Khalifa bin Zayed Air College) aufgenommen wurde. 2007 schloss sie ihre Ausbildung als eine von insgesamt drei Frauen als erste Kampfpilotin in der Geschichte der Vereinigten Arabischen Emirate (VAE) ab.

„Es war immer mein Ehrgeiz, fliegen zu lernen.

Das Emblem auf meiner Schulter ist keine Kleinigkeit, sondern eine große Verantwortung.“

Sie wurde die erste Frau aus den Vereinigten Arabischen Emiraten, die einen Kampfjet im Einsatz flog. Mariam al-Mansouri ist ledig, trug dabei den Dienstgrad eines Majors und wurde Trägerin der „Pride of the Emirates Medal“. Sie kommandierte 2014 eine Staffel F-16 Block-60 der Luftwaffe der Vereinigten Arabischen Emirate und flog ab dem 23. September 2014 im Rahmen der internationalen Allianz gegen den Islamischen Staat Luftangriffe im Irak und in Syrien. Yousef Al Otaiba, der Botschafter der Emirate in den USA, sagte in einer Fernsehsendung am 25. September 2014, al-Mansouri sei eine hoch qualifizierte und zum Kampf bereite Pilotin. Gleichzeitig bestätigte er ihren Einsatz.

## Medienecho
In den sozialen Netzwerken wird Mariam al-Mansouri als „Lady Liberty“ gefeiert, und sie soll bereits zahlreiche Heiratsanträge erhalten haben. Anhänger der Islamisten bezeichneten die Kampfpilotin als Verbrecherin, denn sie glauben, dass sie nicht in den „Himmel kommen“, wenn sie von einer Frau getötet werden.
Ungeachtet ihres Einsatzes wurde sie in den Printmedien und Fernsehen bereits Opfer von Sexismus, als Greg Gutfield, Moderator des Senders Fox News, meinte, al-Mansouri könne ihren Jet zwar fliegen, doch vermutlich hinterher nicht einparken. Sein Kollege Eric Bolling fragte: „Heißt es bei ihr dann boobs on the ground?“ Al-Mansouris Rolle als Mitglied der Luftstreitkräfte dürften den VAE positive mediale Aufmerksamkeit gebracht haben, aber die Vereinigten Arabischen Emirate sind nur Nummer 10 auf einer Liste von 22 arabischen Staaten in der Haltung gegenüber Frauen.

## Rolle als Frau
Mariam al-Mansuri ist in den Vereinigten Arabischen Emiraten bereits seit Juni 2014 eine Berühmtheit. Die in Abu Dhabi ansässige Tageszeitung The National bezeichnete sie als die „emiratische Frau, die nach dem Himmel greift“. Schon als Teenager habe al-Mansouri beschlossen, Kampfpilotin zu werden. Gegenüber The National erwähnte al-Mansouri: „Es gab keinen Unterschied zwischen Männern und Frauen, was Training oder Einsätze anging (…) Ich habe mich immer auf mich selbst konzentriert, um meine Fähigkeiten zu verbessern, und ich habe sehr viel Unterstützung von Kommandeuren, Ausbildern und Kollegen erfahren.“ Aufschlussreicher seien al-Mansouris Erfahrungen mit männlichen Kollegen der US Air Force: Als ein Tankflugzeug der USAF Mansouris F-16 zum ersten Mal betankte und sie vom Tankflugzeug per Funk kontaktiert wurde, verschlug es ihm (dem US-amerikanischen Piloten) erst mal für 20 Sekunden die Sprache, als er eine weibliche Stimme aus dem Cockpit hörte.
Die Regierungsverantwortlichen nutzen die Geschichte von al-Mansouri als ein willkommenes Beispiel für den modernen islamischen Staat. So werden die Aussagen des Botschafters der Emirate in Washington von Teilen der Presse als Stilisierung von Mariam al-Mansouri zu einer Ikone im Kampf gegen die IS-Terroristen betrachtet.